# Deutsche Bank Place
Deutsche Bank Place es un rascacielos de 240 m (787 pies) de altura situado en Sídney, Nueva Gales del Sur, Australia. Está situado en el 126 de Phillip Street (esquina con Hunter Street) en el extremo noreste del distrito financiero, al otro lado de la calle desde Chifley Tower. La construcción comenzó en 2002 y fue completada en 2005. El arquitecto del edificio es Norman Foster de Foster and Partners. Deutsche Bank es el principal inquilino, ocupando 9 plantas  Archivado el 27 de febrero de 2021 en Wayback Machine. y poseyendo los derechos del nombre.
El edificio tiene 39 plantas y fue planeado para ser mucho más grande; sin embargo, habría bloqueado la luz del sol a edificios en su este, incluyendo la Librería Estatal y el Parlamento. El diseño escalonado del techo permite a la luz solar alcanzar el lado sureste del edificio. Las agujas aparecen demasiado grandes para el edificio; esto se debe a que la altura ha sido reducida, y las agujas estaban proporcionadas al diseño más alto. El edificio tiene un núcleo que provee aire y luz por todo el edificio; este núcleo se eleva desde un gran vestíbulo que cubre toda la superficie de la planta baja. Este vestíbulo se llama 'la asamblea'.
Deutsche Bank Place es el segundo edificio de menos de 40 plantas más alto del mundo. Al Faisaliyah Center (Riad) es más alto. La superficie alquilable neta es de 42.965m², con espacio para solo 78 coches. Los costes de construcción totalizaron A$450 millones. Bovis Lend Lease fue el administrador del proyecto, diseño y construcción. BVN Architecture fue responsable del suministro interior. El edificio es de diseño postmodernista y está hecho principalmente de hormigón, cristal y acero.
El edificio es propiedad de Investa Property Group, y también está administrado por Investa Property Group.

## Principales ocupantes
- Deutsche Bank
- Allens Arthur Robinson
- Bain & Company
- Seven Wentworth